# Chicago International Produce Market
Chicago International Produce Market (CIPM) est un gros marché de produits à Chicago, Illinois. Il s'agit de la plus grande usine du genre dans le Midwest des États-Unis. Le marché se situe juste au nord de la branche sud de la rivière Chicago entre les quartiers de Pilsen et McKinley Park. Il se compose d'un seul bâtiment sur un site s'étendant sur 130 000 mètres carrés. Il y a deux entrées: l'une en provenance de l'ouest sur Damen Avenue, et une autre en provenance du nord, près de Blue Island Avenue. Le côté ouest du bâtiment est utilisé pour la réception, tandis que la partie orientale est utilisée pour le chargement. Le CIPM est un point focal de l'alimentation de gros, à Chicago, et plusieurs autres produits alimentaires de grossistes sont situés dans un rayon de mile,.

## Histoire
Le CIPM a été construit en tant que successeur de marché du South Water Market, qui est situé près de 5 km au nord-est du site actuel. À la fin du XXe siècle, le marché du South Water Market souffrait de l'insuffisance de l'espace. Le 10 juillet 2003, la Commission de planification de Chicago a accordé son approbation pour le nouveau site.